# Титулярный камергер
Титулярный камергер — придворный чин в Российской империи, состоявший в 8-м классе первой редакции табели о рангах, учреждённой Петром I в 1722 году. В дальнейших редакциях табели отсутствовал.
В ведомости древних российских чинов, представленной в 1721 году Петру I по его повелению, чин титулярного камергера сопоставлялся с древним российским чином стольника.
Сведений о присвоении кому-либо этого чина не имеется.